# Temple of Thought
Temple of Thought é o sétimo álbum - em ordem cronológica - e o quinto álbum de estúdio da banda de rock finlandesa Poets of the Fall.
Foi lançado na Finlândia em 17 de março de 2012.

## Faixas
Todas as faixas escritas e compostas por Markus Kaarlonen, Marko Saaresto e Olli Tukiainen. 
| N.º            | Título                               | Duração |  |
| 1.             | "Running Out of Time"                | 3:11    |  |
| 2.             | "Temple of Thought"                  | 4:36    |  |
| 3.             | "Cradled in Love"                    | 4:42    |  |
| 4.             | "Kamikaze Love"                      | 3:39    |  |
| 5.             | "The Lie Eternal"                    | 4:32    |  |
| 6.             | "Skin"                               | 4:27    |  |
| 7.             | "The Distance"                       | 5:04    |  |
| 8.             | "Show Me This Life"                  | 4:27    |  |
| 9.             | "Morning Tide"                       | 4:39    |  |
| 10.            | "The Ballad of Jeremiah Peacekeeper" | 5:05    |  |
| 11.            | "The Happy Song"                     | 4:19    |  |
| Duração total: | Duração total:                       | 48:43   |  |

| Bonus Edition |                                             |         |  |
| N.º           | Título                                      | Duração |  |
| 12.           | "Temple of Thought (Unplugged Studio Live)" | 4:33    |  |
| 13.           | "Skin (Unplugged Studio Live)"              | 4:25    |  |
| 14.           | "Signs of Life"                             | 5:24    |  |

## Créditos Musicais
- Marko "Mark" Saaresto: voz
- Olli "Ollie" Tukiainen: guitarra, violão
- Markus "Captain" Kaarlonen: teclados e efeitos

### Músicos de apoio
- Jaska "Daddy" Mäkinen: guitarra rítmica
- Jani Snellmann: baixo
- Jari Salminen: bateria

## Desempenho nas Paradas Musicais e Certificações

### Álbum
| Ano  | País      | Certificadora | Posição | Certificações | Vendas |
| ---- | --------- | ------------- | ------- | ------------- | ------ |
| 2012 | Finlândia | IFPI FIN      | #3      | platina       |        |

### Singles
| Single          | Data de Lançamento                | Desempenho nas Paradas Musicais |
| --------------- | --------------------------------- | ------------------------------- |
| Cradled in Love | 26 de janeiro de 2012 (Digistore) | #16 ()                          |
| Kamikaze Love   | 13 de abril de 2012               |                                 |
| The Lie Eternal | 6 de julho de 2012                |                                 |